# Crimeea

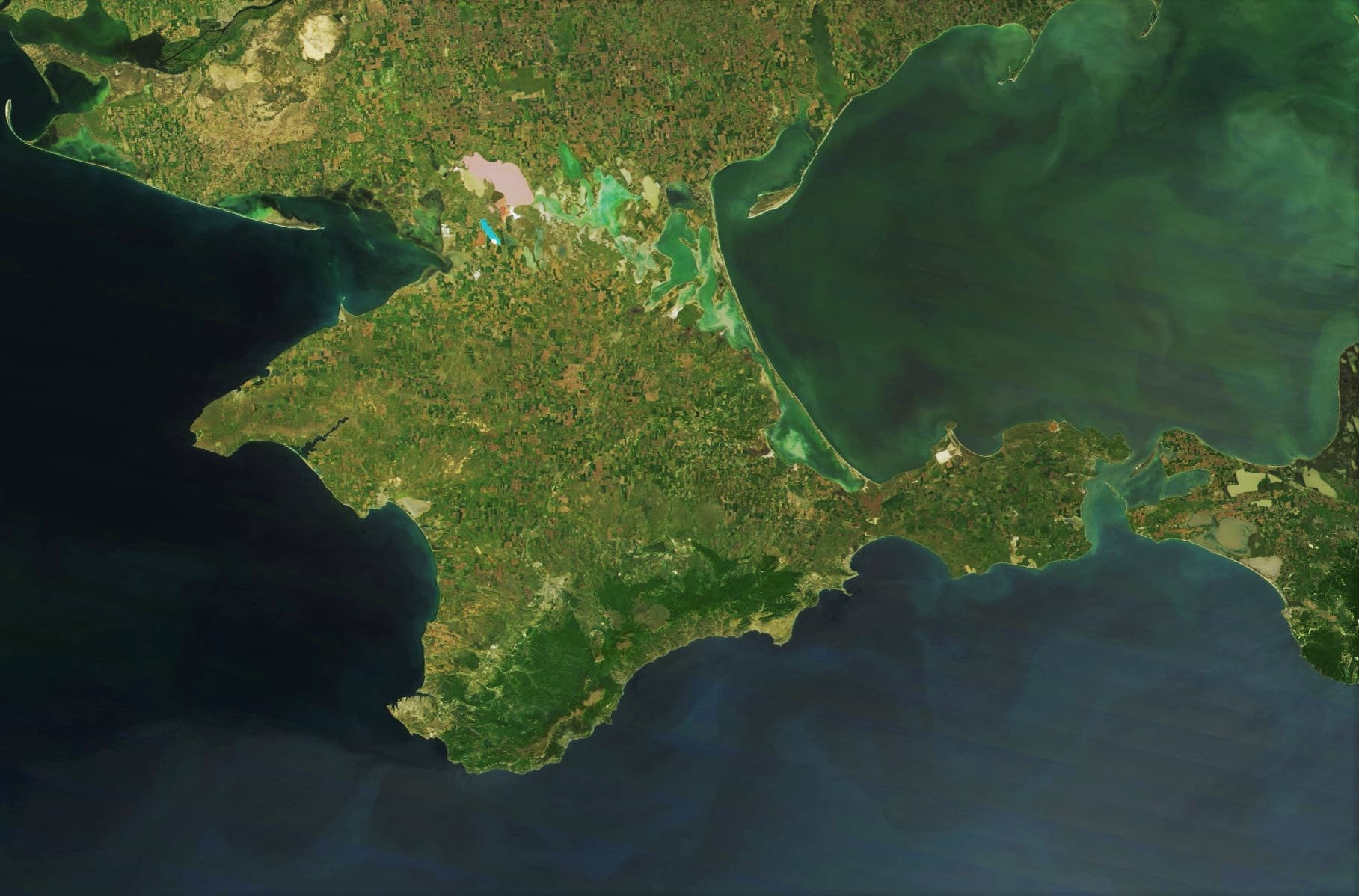
Imagine din satelit a Peninsulei Crimeea

Peninsula Crimeea (rusă Крымский полуостров, ucraineană Кримський півострів, tătară crimeeană Qırım yarımadası), cunoscută sub denumirea de Crimeea, se află pe coasta de nord a Mării Negre. Peninsula este localizată la sud de Regiunea Herson, Ucraina și la vest de Ținutul Krasnodar, Rusia. Ea este unită cu regiunea Herson prin Istmul Perekop și separată de Kuban prin Strâmtoarea Kerci. Peninsula este înconjurată de două mări: Marea Neagră (la vest și sud) și Marea Azov (la est). 
Crimeea (sau Peninsula Taurida, cum era numită din antichitate până în epoca modernă timpurie) a fost istoric un hotar între lumea clasică și stepa ponto-caspică. Marginea sa sudică a fost colonizată de: greci și perși, romani, Imperiul bizantin, goți crimeeni, genovezi și Imperiul otoman, în același timp interiorul său fiind ocupat de o castă schimbătoare de a nomazilor eurasiatici și imperiilor invadatoare, precum: cimerienii, sciții, sarmații, goții, alanii, bulgarii, hunii, hazarii, poloveți, mongoli și Hoarda de Aur. Crimeea și teritoriile adiacente erau unite prin Hanatul Crimeii în timpul secolelor XV-XVIII.
În 1783, Crimeea a fost anexată de Imperiul Rus în urma războiului ruso-turc (1768-1774). În urma Revoluției Ruse din 1917, Crimeea a devenit o republică autonomă în cadrul Republicii Sovietice Federative Socialiste Ruse din cadrul URSS. În timpul celui de-Al Doilea Război Mondial, statutul Crimeii a fost redus la cel de oblast după ce întreaga sa populație băștinașă de tătari crimeeni, au fost deportați în Asia Centrală, act recunoscut ca genocid. În 1954, a fost transferată RSS Ucrainene de la RSFS Rusă.
Odată cu colapsul Uniunii Sovietice, Ucraina a fost proclamată stat independent în 1991, iar cea mai mare parte a peninsulei a fost reorganizată ca Republica Autonomă Crimeea, orașul Sevastopol păstrându-și statutul special în cadrul Ucrainei. Tratatul de Partiție cu privire la Statutul și Condițiile Flotei din Marea Neagră din 1997 a împărțit fosta Flotă sovietică din Marea Neagră și i-a permis Rusiei să continue să-și țină flota în Crimeea: atât Forțele Navale ale Ucrainei, cât și Flota rusească a Mării Negre trebuia să-și aibă sediul la Sevastopol. Ucraina a prelungit chiria Rusiei pentru facilități navale prin Pactul de la Harkov din 2010, în schimbul reducerii ulterioare a prețului pentru gazele naturale.
În februarie 2014, în urma revoluției ucrainene din 2014 care l-a eliminat pe președintele Ucrainei, Viktor Ianukovici, separatiștii pro-ruși și forțele armate ale Rusiei au preluat teritoriul. Un controversat referendum, neconstituțional potrivit constituțiilor Ucrainei și Crimeii, a avut loc în Crimeea pe tema reunificării cu Rusia; rezultatele sale oficiale a prezentat o susținere a majorității pentru reunificare; în orice caz, votul a fost boicotat de mulți loiali Ucrainei și a fost declarat nelegitim de guvernele occidentale și Națiunile Unite. Rusia a anexat oficial Crimeea pe 18 martie 2014, încorporând Republica Crimeea și orașul federal Sevastopol ca al LXXXIV-lea și respectiv al LXXXV-lea subiect federal al Rusiei. 

## Etimologie
Numele clasic Tauris sau Taurica provine de la grecescul Ταυρική (Taurikḗ), după numele locuitorilor scito-cimerieni ai peninsulei, taurii.
Strabon (Geografia vii 4.3, xi. 2.5), Polybius, (Istorii 4.39.4) și Ptolomeu (Geografia. II, v 9.5) se referă în diferite moduri la strâmtoarea Kerci cu Κιμμερικὸς Βόσπορος (Kimmerikos Bosporos, ortografie romanizată, Bosporus Cimmerius), la cea mai estică parte a sa cu Κιμμέριον Ἄκρον (Kimmerion Akron, numele roman: Promontorium Cimmerium, precum și la orașul Cimmerium și de aici la numele Regatului Bosforan Cimerian (Κιμμερικοῦ Βοσπόρου).
Cea mai timpurie atestare a toponimului „Crimeea” pentru peninsulă a fost făcută între 1315-1329 î.e.n. de către scriitorul arab Abū al-Fidā care povestește o luptă politică din 1300-1301 î.e.n. ce a rezultat în decapitarea rivalului său și trimiterea capului acestuia „la Crimeea”.
Numele tătăresc crimeean al Peninsulei este Qırım (tătară crimeeană Къырым) și la fel și pentru orașul orașul Krîm care acum este numit Starîi Krîm care a servit drept capitală a provinciei crimeene a Hoardei de Aur. Unele surse susțin că numele capitalei s-a extins la întreaga peninsulă la un moment dat în timpul suzeranității otomane.
Originea cuvântului Qırım este nesigură. Sugestiile susțin diferite surse precum: 
1. o corupere a lui Cimmerium (greacă, Kimmerikon, Κιμμερικόν).[15][16][17]
2. o derivare din termenul turcic qirum („șanț, tranșee”), de la qori- („a împrejmui, a proteja”).[18][19][20]

Alte sugestii, nesusținute sau contrazise de surse, aparent bazate pe similaritatea sunetului, sunt:
1. o derivare din grecescul Cremnoi (Κρημνοί, cu pronunțare în greaca koiné postclasică, Crimni, i.e., „Stâncile”, port la lacul Maeotis (Marea Azov) menționat de Herodot în Istorii 4.20.1 și 4.110.2).[21] Oricum, Herodot identifică portul nu în Crimeea, ci ca fiind pe coasta de vest a Mării Azov. Nu s-a identificat vreo evidență care să susțină că acest nume a fost utilizat pentru peninsulă.
2. Termenul turcic (e.g., in turcă Kırım) este pus în legătură cu apelativul mongol kerm "zid", dar sursele indică că apelativul mongol al peninsulei Crimeea de Qaram este fonetic incompatibil cu kerm/kerem și așadar derivă din alt termen inițial.[22][23][24]

Numele „Crimeea” are la bază forma italiană, adică la Crimea, utilizată cel puțin începând cu secolul 17, iar „peninsula Crimeea” a intrat în uzul curent în secolul 18, înlocuind treptat numele de Peninsula Tauridă în cursul secolului 19.
Numele clasic era utilizat în 1802 în cadrul numelui guberniei rusești Taurida. Deși a fost înlocuit cu Krîm (ucraineană Крим; rusă Крым) în Uniunea Sovietică și nu mai are nici un statut oficial începând cu 1921, este încă utilizat de anumite instituții din Crimeea, precum Universitatea Națională Taurida, clubul de fotbal Tavria Simferopol sau magistrala federală Tavrida.

## Istorie

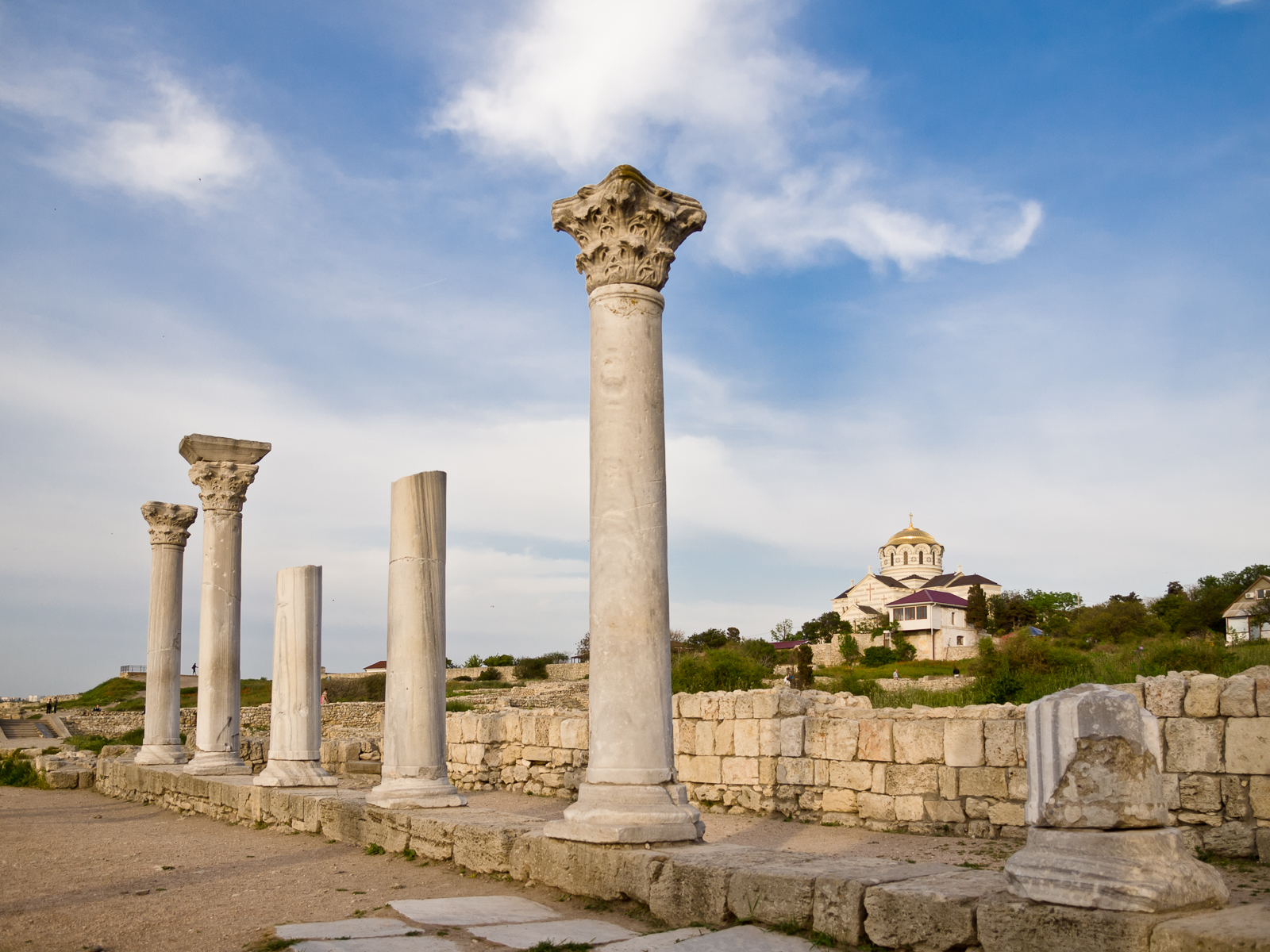
Ruinele coloniei grecești antice Chersonesos

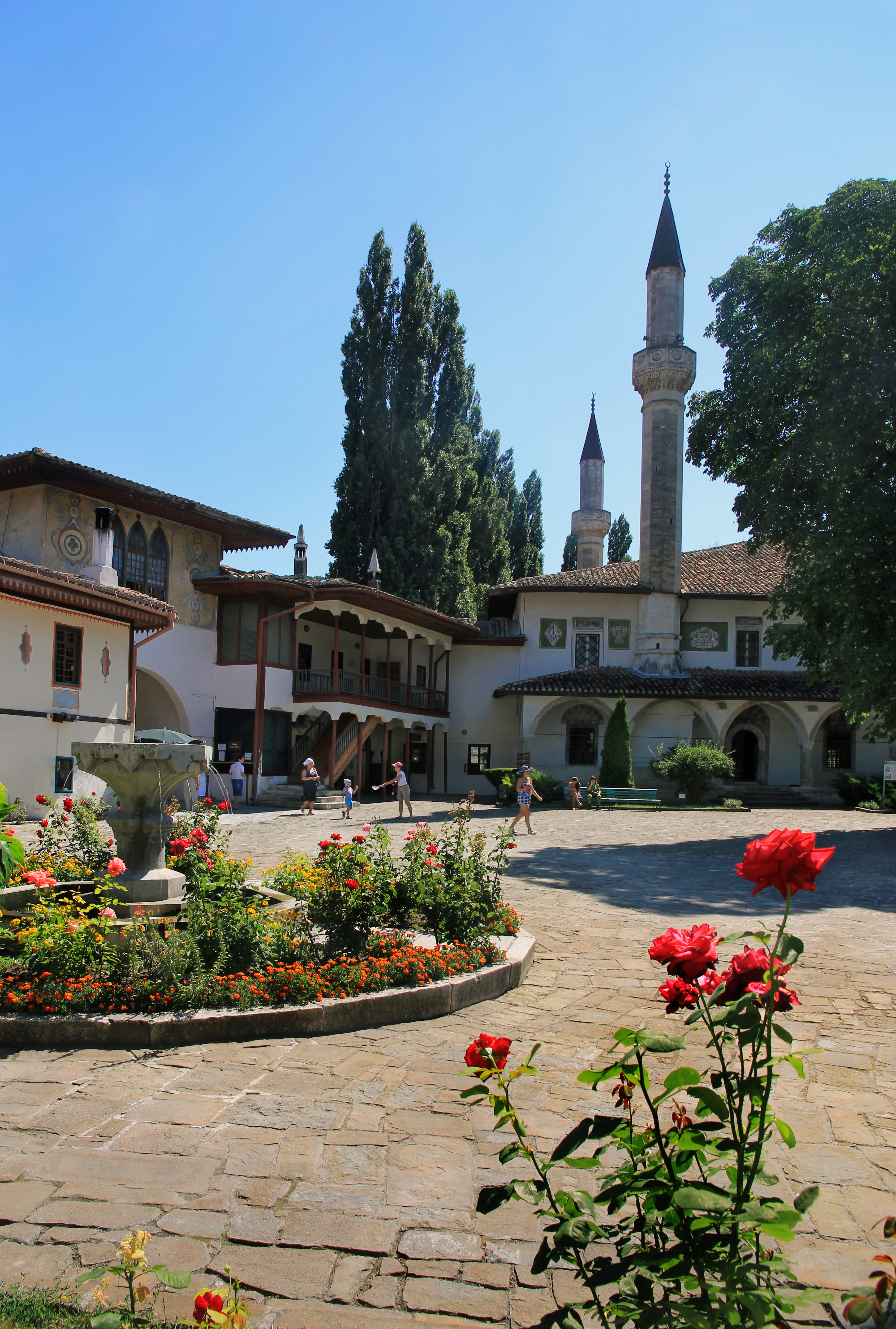
Palatului hanului din Bahcisarai

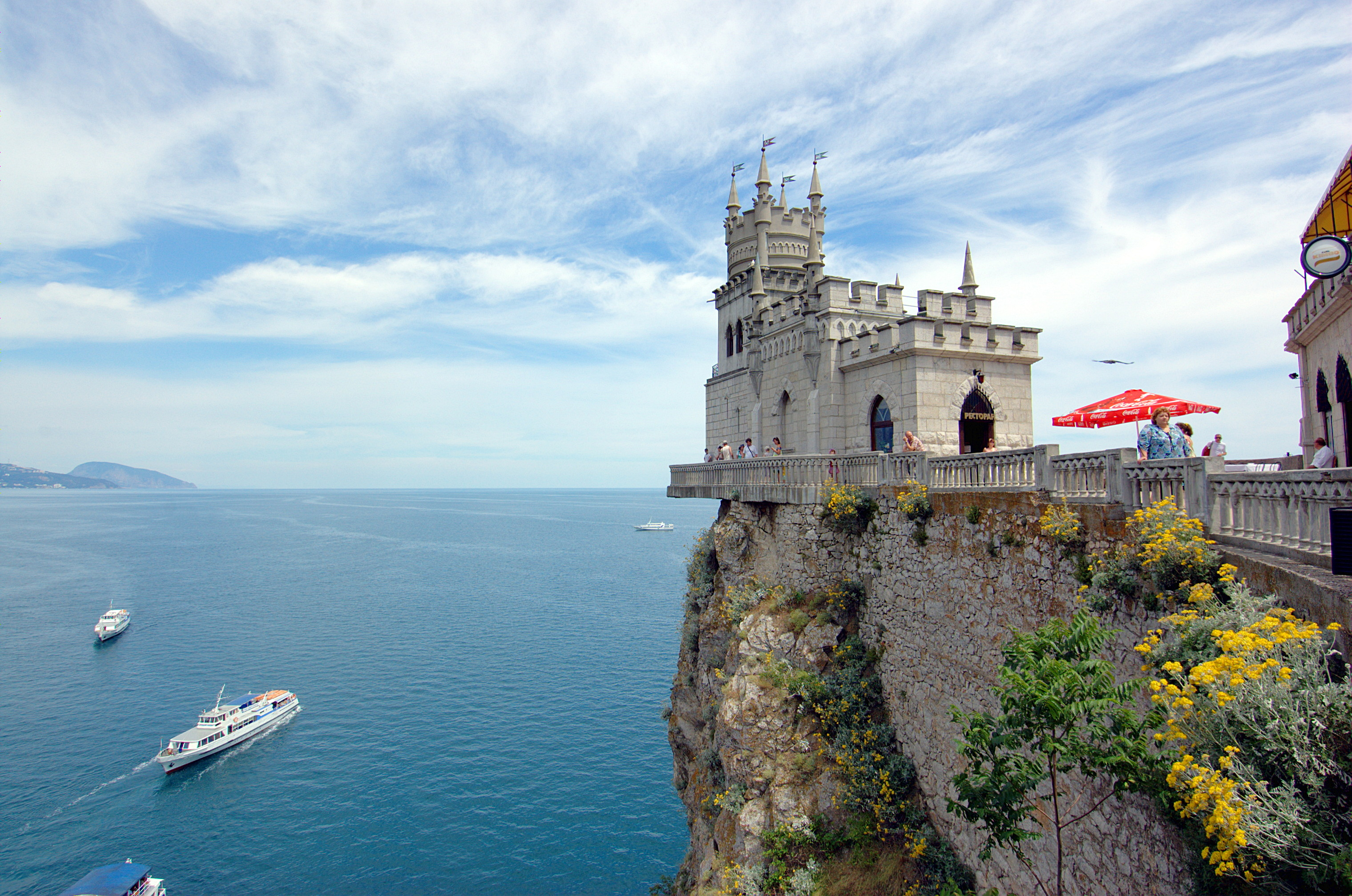
Cuibul Rândunicii, construit în 1912 pentru afaceristul Baronul Pavel von Steingel

### Istorie antică
În secolul al VIII-lea î.Hr., cimerienii au migrat în zonă în timp ce se retrăgeau din calea avansării sciților; aceștia din urmă de asemenea au migrat în regiune. În acea perioadă de timp, și posibil din cauza migrației, regiunea a intrat în cadrul sferei interesului maritim al grecilor și a devenit sit al coloniilor grecești. Cel mai important oraș grecesc a fost Chersonesos, aflat la marginea Sevastopolului de azi.
Imperiul ahemenid persan, sub Darius I, s-a extins în Crimeea ca parte a campaniilor sale împotriva sciților în 513 î.Hr.
Peninsula, pe atunci sub controlul Regatului Bosforului, a devenit mai târziu regat vasal al Imperiului roman în 63 î.Hr.

### Istorie medievală
În evul mediu timpuriu Crimeea a fost loc de exil pentru mai multe personalități, între care papa Martin I și împăratul bizantin Iustinian al II-lea. Acesta din urmă a supraviețuit exilului și s-a întors la Constantinopol.
În secolul al IX-lea Imperiul Bizantin a înființat thema Chersonesos pentru a se apăra împotriva incursiunilor hanatului rus. Din această perioadă Peninsula Crimeea a fost disputată între Bizanț, Rusia și Hazaria. Zona a rămas un loc de suprapunere a intereselor și contactului dintre sferele medievale timpurii slavă, turcică și grecească. A devenit centru al comerțului cu sclavi. Slavii timpurii erau vânduți Bizanțului și altor locuri din Anatolia și Orientul Mijlociu în această perioadă.

### Cucerirea mongolă (1238-1449)
Perateia trapezuntă a devenit subiect de presiune din partea genovezilor și poloveților după ce Alexios I al Trapezuntului a decedat în 1222 înainte ca invaziile mongole să se miște spre vest prin Bulgaria de pe Volga în 1223. Cu acestea, stăpânii peninsulei s-au schimbat în 1238, tot teritoriul ei, cu excepția Perateiei Crimei. fiind încorporat în Hoarda de Aur de-a lungul secolului al XIV-lea. În decursul secolului al XIII-lea, porțiuni au fost controlate de Republica Veneția și de Republica Genova, iar Perateia a devenit în scurt timp Principatul de Theodoro și Gazaria genoveză.

### Hanatul Crimeii (1449–1783)
Hanatul Crimeii, stat vasal al imperiului otoman, a fost succesor al Hoardei de Aur și a existat din 1449 până în 1783. În perioada Hanatului Crimeii, multe popoare pre-Ecaterina, precum grecii crimeeni, italienii, goții, cumanii și poloveții din Crimeea au devenit parte a națiunii tătărești crimeene, și a unor subgrupuri de stepă (sau nogai). Nobilimea subgrupului nogai obținea mult din venituri și puterea politică din comerțul cu sclavi.

### Imperiul rus (1783–1917)
În 1774, hanatul s-a proclamat indepedent prin Tratatul de la Kuciuk-Kainargi cu otomanii, dar a fost apoi cucerit de imperiul rus în 1783.
Oblastul Taurida a fost creat printr-un decret al Ecaterinei cea Mare pe 2 februarie 1784. Capitala oblastului a fost inițial Bilohirsk, dar a fost mutată la Simferopol mai târziu în 1784. Decretul de înființare a împărțit oblastul în 7 uezduri. În orice caz, printr-un decret al lui Pavel I de pe 12 decembrie 1796, oblastul a fost abolit și teritoriul, împărțit în 2 uezduri (Akmecetski [Акмечетский] și Perekopski [Перекопский]) a fost atașat celei de-a doua încarnări a Guberniei Novorossia.

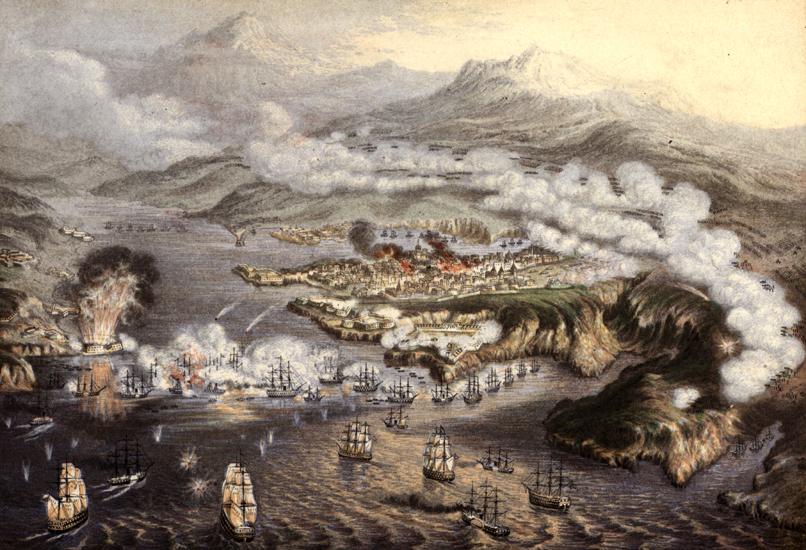
Asediul de 11 luni a bazei navale rusești de la Sevastopol în timpul Războiul Crimeii

Din 1853 până în 1856, peninsula a fost locul principalelor lupte din eei, un conflict dintre imperiul rus și o alianță formată din Franța, Marea Britanie, imperiul otoman și Sardinia.

### Războiul civil rus (1917–1921)
În urma Revoluției Ruse din 1917, situația politică și militară din Crimeea a devenit haotică ca și în o mare parte din Rusia. În timpul Războiului Civil Rus, Crimeea și-a schimbat stăpânii de numeroase ori și a fost un timp bastion al Armatei Albe antibolșevice. Armata Albă a controlat Crimeea înainte ca resturile acesteia să fie în final alungate de Armata Roșie în noiembrie 1920. În Crimeea rușii albi conduși de generalul Vranghel au făcut ultima rezistență împotriva lui Nestor Mahno și Armatei Roșii. Când rezistența a fost zdrobită, mulți luptători anticomuniști și civili au scăpat cu corabia cu care s-au deplasat la Istanbul. Între 56,000 și 150,000 de albi au fost uciși în cadrul Terorii Roșii, organizată de Béla Kun.

### Uniunea Sovietică (1921–1991)
Crimeea a devenit parte a Republicii Sovietice Federative Socialiste Ruse în 1921 ca Republica Autonomă Sovietică Socialistă Crimeeană, care a devenit parte a Uniunii Sovietice în 1922.

#### Autonomia în cadrul Republicii Sovietice Federative Socialiste Ruse (1921–1944)

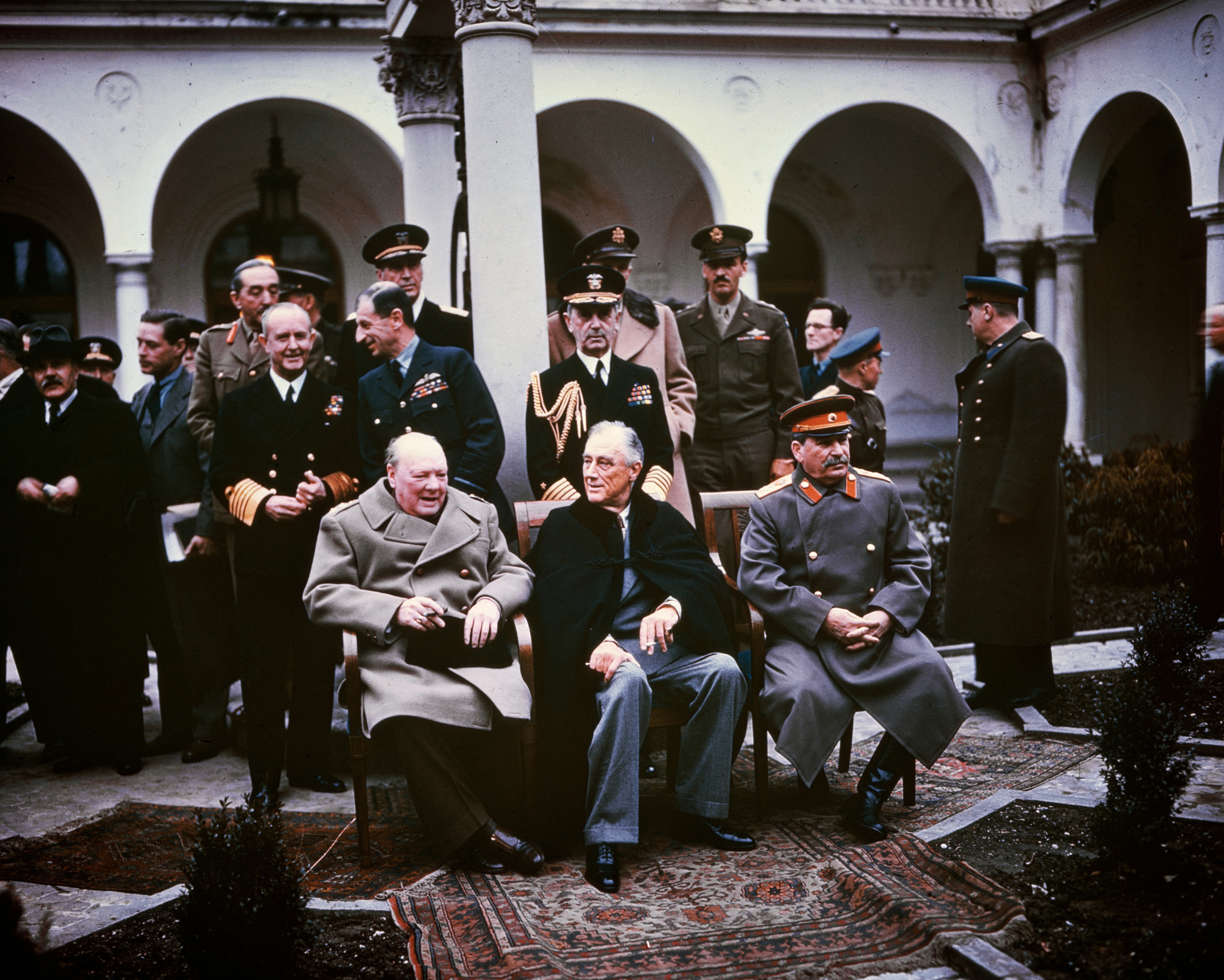
Cei „Trei Mari” la Conferința de la Ialta din Crimeea: Winston Churchill, Franklin D. Roosevelt și Iosif Stalin.

În timpul celui de-Al Doilea Război Mondial, peninsula a fost invadată de Germania Nazistă și trupe românești în vara lui 1941 de-a lungul Istmului Perekop. În urma capturării Sevastopolului pe 4 iulie 1942, Crimeea a fost ocupată până când forțele germane și românești au fost eliminate într-o ofensivă a forțelor sovietice la sfârșitul lui mai 1944. Naziștii au ucis în jur de 40,000 evrei crimeeni.

#### Regiune în Republica Sovietică Federativă Socialistă Rusă (1945–1954)
Pe 25 iunie 1946, a fost redusă la Oblastul Crimeean, iar tătarii crimeeni au fost deportați pe motiv că ar fi colaborat cu forțele naziste. Peste 230,000 de oameni – aproximativ o cincime din populația totală a Peninsulei Crimeea la acea vreme – au fost deportați, în principal în Uzbekistan. 14,300 greci, 12,075 bulgari și în jur de 10,000 de armeni au fost de asemenea expulzați.

#### Regiune a Republicii Sovietice Socialiste Ucrainene (1954–1991)
Pe 19 februarie 1954, Prezidiul Sovietului Suprem al URSS a emis un decret de transfer al regiunii Crimeea de la RSFS Rusă către RSS Ucraineană. Acest decret al Sovietului Suprem afirmă că transferul este motivat de „similaritățile economiei, proximitatea și relațiile economice și culturale apropiate dintre regiunea crimeeană și RSS Ucraineană.”
În anii postbelici, Crimeea s-a dezvoltat ca destinație turistică, cu noi atracții și sanatorii pentru turiști. Turiști au venit din toată Uniunea Sovietică și țările vecine, în special din Republica Democrată Germană. Cu timpul peninsula a devenit de asemenea o importantă destinație turistică pentru croaziere venite din Grecia și Turcia. De asemenea, s-au dezvoltat infrastructura și industria prelucrătoare a Crimeii, în special în jurul porturilor maritime de la Kerci și Sevastopol și în capitala fără ieșire la mare a oblastului, Simferopol. Populațiile de ucraineni și ruși deopotrivă s-au dublat, peste 1.6 milioane de ruși și 626,000 de ucraineni locuind pe peninsulă în 1989.

### Republica Ucraina (de jure: 1991–2014; din 1991, recunoscută internațional ca în continuare parte a Ucrainei)

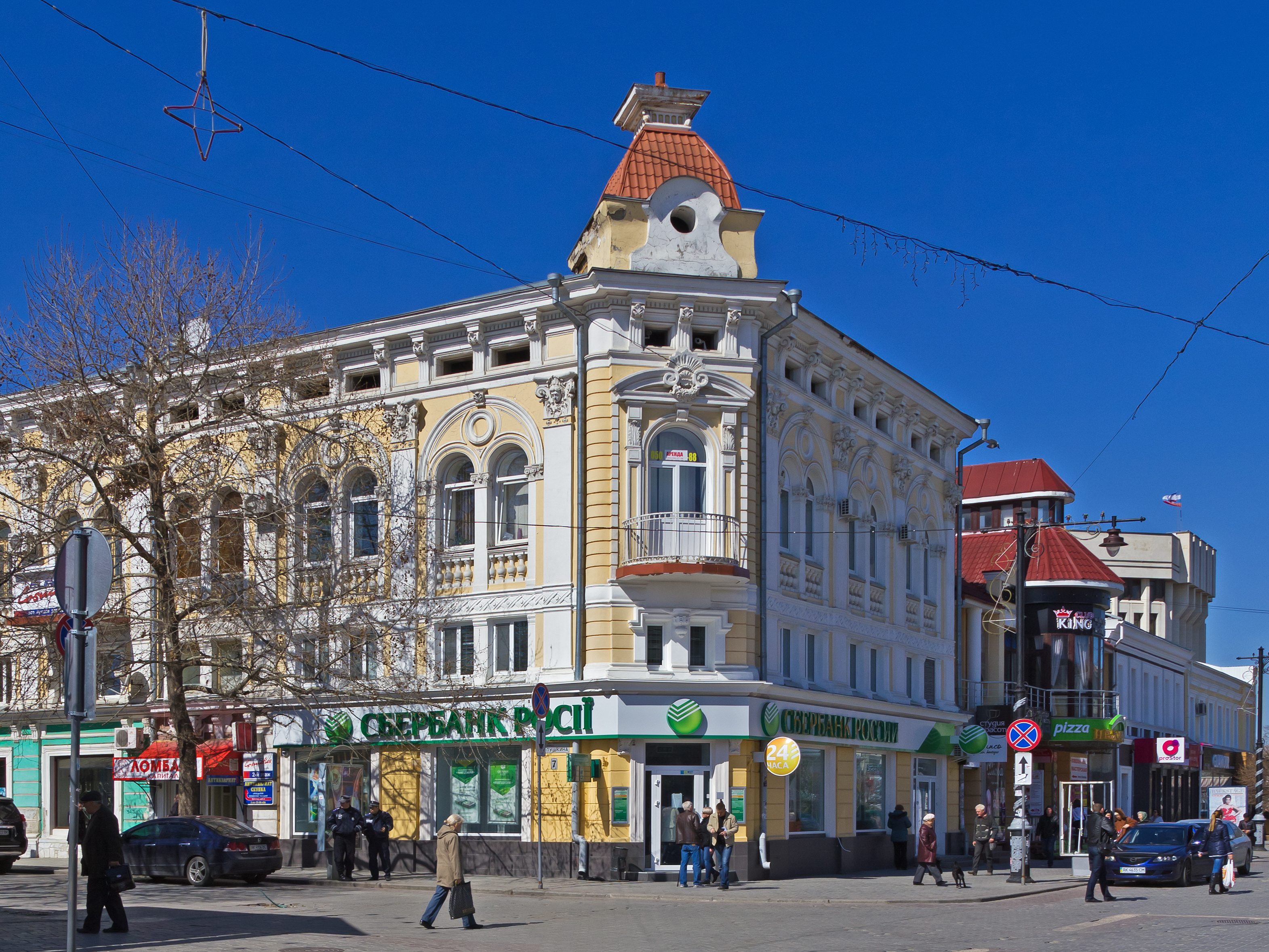
Centrul orașului Simferopol

În ianuarie 1991, a avut loc un referendum în Oblastul Crimeea, iar alegătorii au aprobat restabilirea Republicii Autonome Sovietice Socialiste Crimeene. În orice caz, după dizolvarea Uniunii Sovietice în mai puțin de un an, a fost formată Republica Autonomă Crimeea ca entitate constituentă a Ucrainei independente, o majoritatea ușoară a alegătorilor crimeeni aprobând independența Ucrainei la un referendum din decembrie.
Memorandumul de la Budapesta confirmă integritatea Ucrainei.

### Federația Rusă (de facto, din 2014)

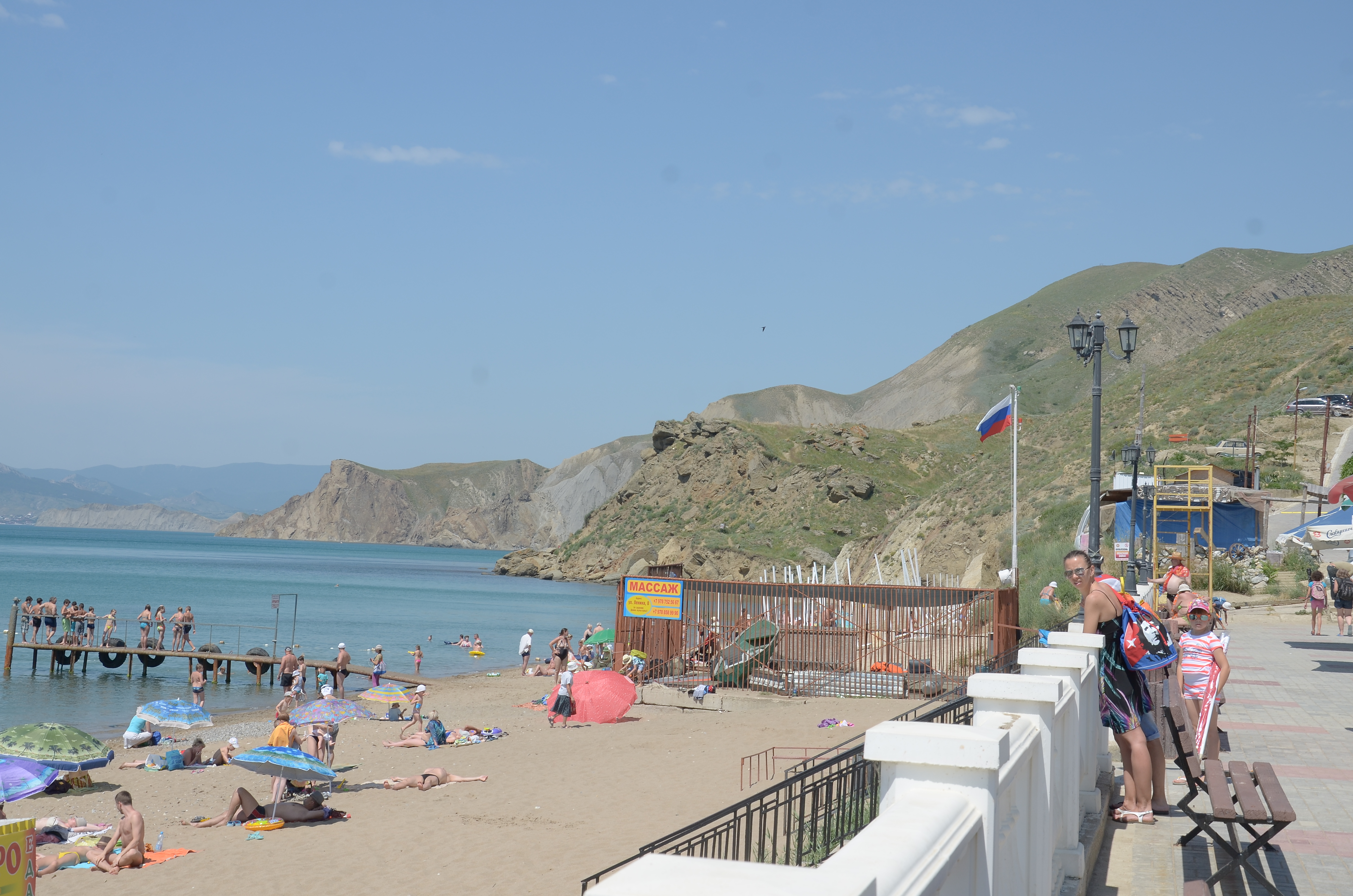
Iunie 2015: Turiști în Crimeea și drapelul Rusiei fluturând

După revoluția ucraineană din 2014 și fuga președintelui Ucrainei Viktor Ianukovici din Kiev pe 21 februarie 2014, președintele Rusiei, Vladimir Putin le-a zis colegilor săi că „trebuie să începem să lucrăm la returnarea Crimeii Rusiei”. De-a lungul zilelor, forțe necunoscute împreună cu miliții locale au preluat puterea în Republica Autonomă Crimeea și Sevastopol și au ocupat mai multe localități din Regiunea Herson de pe Punctul terestru Arabat, care este geografic parte a Crimeii. Un referendum din 2014 cu privire la alipirea Crimeii la Rusia a fost susținut de majoritatea votanților potrivit datelor oficiale; a fost boicotat de multe persoane loiale Ucrainei și a fost denunțat drept ilegitim de guvernele occidentale. Adunarea Generală a ONU a aprobat o rezoluție care declara votul ilegal și invalid. Președintele Rusiei Vladimir Putin a semnat un tratat cu auto-declarata Republica Crimeea, anexând-o la Federația Rusă sub forma a două subiecte federale: Republica Crimeea și orașul federal Sevastopol. Deși Rusia a obținut controlul asupra peninsulei, suveranitatea a continuat să fie disputată cu Ucraina, iar cea mai mare parte a comunității internaționale consideră anexarea ilegală, după cum s-a văzut atunci când Adunarea Generală a Națiunilor Unite a adoptat o rezoluție care cere statelor să nu recunoască schimbările ce țin de integritatea Ucrainei. Un număr de sancțiuni internaționale au fost adoptate împotriva Rusiei și a unui număr de indivizi ca urmare a evenimentelor din 2014.

## Limbi
Potrivit articolului 10 al Constituției Republicii Crimeea, sunt trei limbi oficiale în republică: rusa, ucraineana și tătara crimeeană. În orice caz, în practică, rusa este de departe limba principală.
Istoria Crimeii este complexă întrucât se bazează pe interacțiunea dintre popoare europene și asiatice, având un mozaic de comunități etnice distincte. Din perioada antică până în cea medievală, principalele comunități etnice clasificate după originile lingvistice au fost:
- Familia lingvistică indo-europeană:
  - Grupul lingvistic iranian: îi cuprinde pe cimerieni, sciți, sarmați și alani
  - Grupul lingvistic grecesc: îi cuprinde pe greci, bizantini și sparți (elenizați)
  - Grupul lingvistic italic: îi cuprinde pe romani, venețieni și genovezi
  - Grupul lingvistic germanic: îi cuprinde pe goți și evreii așkenazi
  - Grupul lingvistic slav: îi cuprinde pe ruși și ucraineni
  - Grupul lingvistic armean: îi cuprinde pe armeni

- Grupul lingvistic semit: îi cuprinde pe evrei

- Familia lingvistică turcică: îi cuprinde pe bulgari, hazari, poloveți, tătari, greci turcizați (urumi) și otomani

- Familia mongolă: este reprezentată de mongoli

- Originile lingvistice ale hunilor sunt incerte.

## Geografie
Având o suprafață 27.000 km2 (10.425 mi2), Crimeea se află pe coasta nordică a Mării Negre și pe coasta vestică a Mării Azov; singurul hotar terestru este împărțit cu regiunea Herson a Ucrainei la nord. Crimeea este aproape o insulă și este conectată la continent doar prin istmul Perekop, o fâșite de pământ de aproximativ 5-7 km lățime.
Mult din hotarul natural dintre Peninsula Crimeea și Ucraina continentală cuprinde Sivaș sau „Marea Putredă”, un sistem larg de lagune superficiale aflate pe coasta de vest a Mării Azov. În afară de istmul Perekop, peninsula este conectată la raionul Hencesk din regiunea Herson prin poduri peste îngustele strâmtori Chohar și Henicesk și la ținutul Krasnodar prin Podul Crimeii peste strâmtoarea Kerci. Partea nordică a punctului terestru Arabat este din punct de vedere admnistrativ parte a raionului Henicesk și oblastul Herson, cuprinzând două comunități rurale: Șceaslîvțeve și Strilkove. Extremitatea estică a Peninsulei Crimeea cuprinde Peninsula Kerci, care este separată de Peninsula Taman din Rusia prin strâmtoarea Kerci, care conectează Marea Neagră cu Marea Azov, cu lățime de 3-13 km.
În general, geografii împart peninsula în trei zone: stepa, munții și coasta sudică.

### Locuri
Având în vedere lunga istorie și mulții cuceritori, cele mai mai multe orașe din Crimeea au avut diferite nume.
Vest: Istmul Perekop /Perekop/Or Qapi, aproximativ 7 km lățime, conectează Crimeea de continent. A fost adesea fortificat și uneori cartiruit de turci. Canalul Nord-Crimeean o traversează pentru a aduce apă din Nipru. Către vest, Golful Karkinit separă Peninsula Tarhankut de continent. Pe partea nordică a peninsulei se află limanul Kalos/Ciornomorske. Pe partea sudică se află largul Golf Donuzlav și portul veche așezare greacă Eupatoria/Ievpatoria/Kerkinitis/Gozleve. Apoi coasta o ia în jos spre Sevastopol/Chersonesos, un bun port natural, mare bază navală și cel mai mare oraș al peninsulei. În capul Golfului Sevastopol se află Inkermann/Kalamita. La sud de Sevastopol se află mica Peninsulă Heracle.
Sud: La sud, între Munții Crimeii și mare se află o fâșie îngustă de coastă care a fost deținută de genovezi și (după 1475) de turci. Sub stăpânire rusească a devenit un fel de riviera. În timpurile sovietice multe palate au fost înlocuite cu dace și stațiuni de sănătate. De la vest la est sunt: Peninsula Heracle; Balaklava/Symbalon/Cembalo, un mai mic port natural aflat la sud de Sevastopol; Foros, cel mai sudic punct; Alupka cu Palatul Voronțov; Gaspra; Ialta; Hurzuf; Alușta. Mai departe spre est se află Sudak/Sougdia/Soldaia cu al său fort genovez. Mai departe spre est se află Kaffa/Teodosia/Feodosia, odată un mare centrul de comerț al sclavilor și un fel de capitală pentru genovezi și turci. Spre deosebire de alte porturi sudice, Feodosia nu are munți la nord. La capătul estic al Peninsulei Kerci se află Kerci/Panticapaeum, odată capitala Regatului Bosforului. Chiar la sud de Kerci noul Podiș al Crimeii (deschis în 2018) conectează Crimeea de Peninsula Taman.
Marea Azov: Malul vestic este marcat de Punctul terestru Arabat. În spatele său se află Sivaș sau „Marea Puterdă”, un sistem de lacuri și mlaștini care în extremul nord se extind spre vest spre Istmul Perekop. Poduri cu șosele sau cale ferată traversează partea nordică a Sivașului.
Interior: Cele mai multe dintre fostele capitale ale Crimeii se află în partea nordică a munților. Mangop/Doros (Gotic, Theodoro). Bahcisarai (1532-1783).
La sud-est de Bahcisarai se află cetatea-stâncă Çufut Qale/Qirq Or care a fost utilizată în timpuri mai belicoase. Simferopol/Ak-Mechet, capitala modernă. Karasu-Bazar/Bilohirsk a fost centru comercial. Solhat/Starîi Krîm a fost vechea capitală tătărească. Orașele din nordul zonei de stepă sunt toate moderne, cel mai notabil fiind Djankoi, o importantă intersecție de șosele și căi ferate.
Râuri: Cel mai lung este râul Salhir, care izvorăște de la sud-est de Simferopol și curge spre nord și nord-est spre Marea Azov. Râul Alma curge spre vest pentru a ajunge la Marea Neagră între Eupatoria și Sevastopol. Mai scurtul râu Ciornaia curge spre vest pentru a se vărsa în Golful Sevastopol.
În apropiere: La est de strâmtoarea Kerci grecii antici au fondat colonii la Fanagoria (la capului Golfului Taman), Hermonassa (mai târziu Tmutarakan și Taman), Gorgippia (mai târziu port turcesc, iar acum Anapa). La punctul nord-estic al Mării Azov la gura râului Don s-au aflat Tanais, Azak/Azov și acum Rostov-pe-Don. La nord de peninsulă, Niprul se întoarce spre vest și intră în Marea Neagră prin estuarul Nipru-Bug care de asemenea primește râul Bug. La gura Bugului a fost situată Olbia. La sud de estuar se află Oceacul. Odessa se află acolo unde coasta o ia spre sud-vest. Mai departe spre sud-vest se află Tyras/Akkerman/Cetatea Albă.

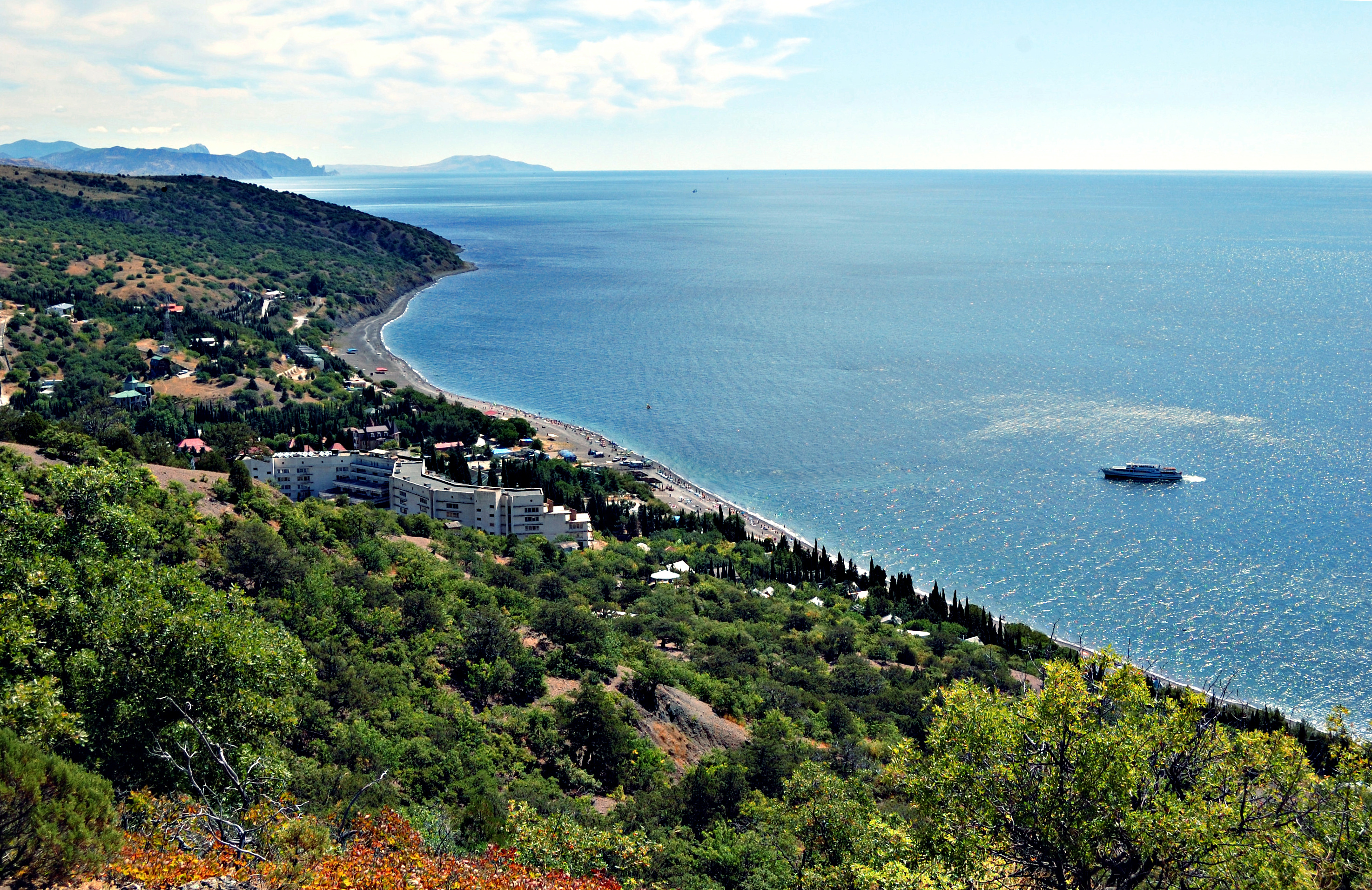
Coasta sudică a Crimeii

### Munții Crimeii

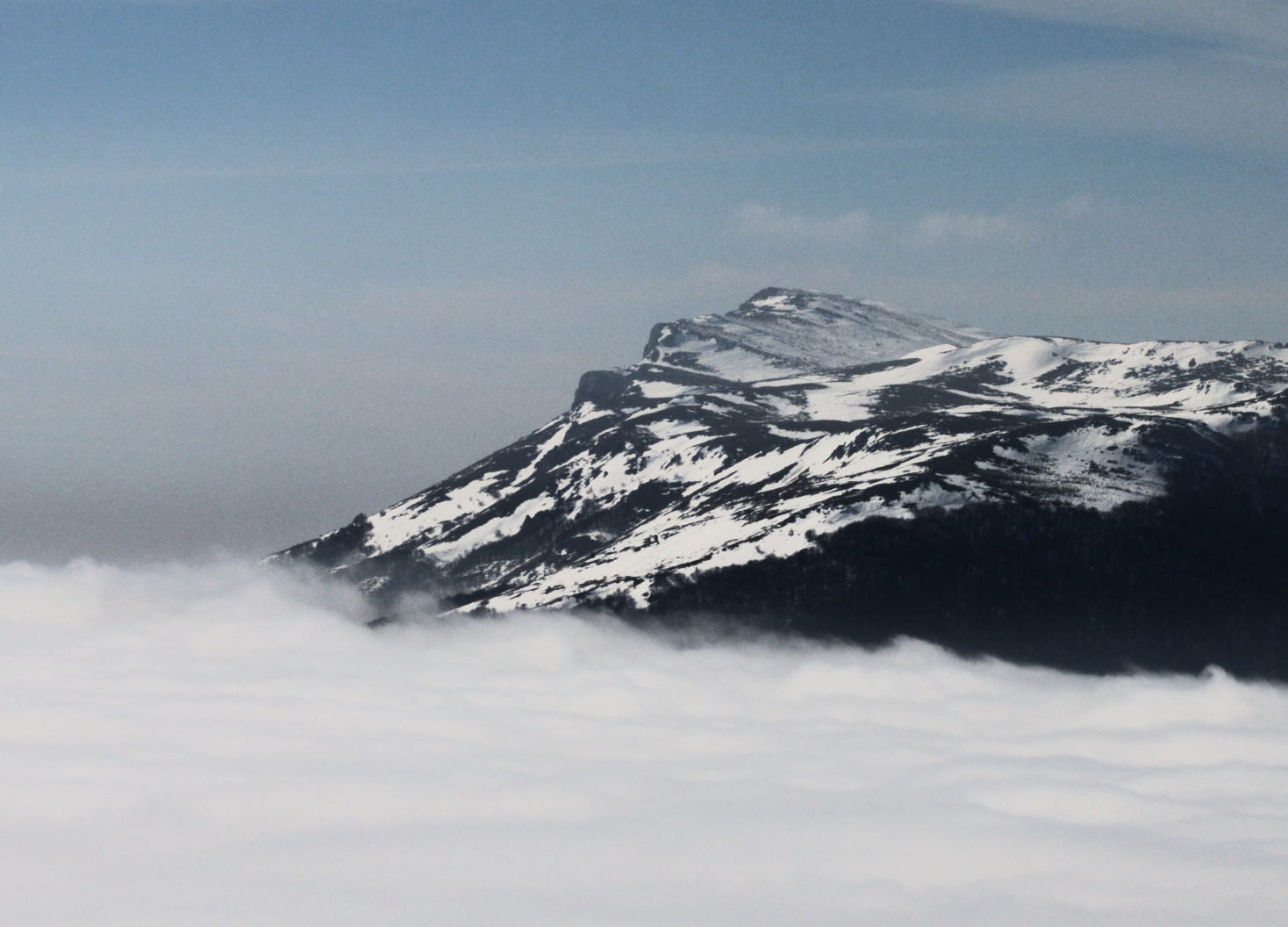
Muntele Eclizee-Burun

Coasta de sud-est este flancată la o distanță de 8-12 km de mare de un lanț de munți: Munții Crimeii. Acești munți sunt susținuți de lanțuri paralele secundare.
Principalul lanț al acestor munți se înalță cu o cu un caracter extrem de abrupt de la nivelul Mării Negre la o altitudine de 600-1545 m, începând de la punctul sud-vestic al peninsulei, numit Capul Fiolente. Se credea că acest cap ar fi fost încoronat cu templul lui Artemis unde se spune că Ifigenia a fost oficiată preoteasă.
Ucean-su, aflată pe panta sudică a munților, este cea mai înaltă cascadă din Crimeea.

### Hidrografie
Sunt 257 de râuri și pârâuri mari pe peninsula Crimeea; ele sunt în primul rând hrănite cu apă de ploaie, pe când zăpada topită joacă un rol foarte mic. Acest fapt înlesnește fluctuația anuală a fluxului de apă, multe pârâuri uscându-se complet în timpul verii. Cele mai mari râuri sunt Salhir (Salğır, Салгир), Kacia (Кача), Alma (Альма) și Belbek (Бельбек). De asemenea, importante sunt Kokozka (Kökköz sau Коккозка), Indol (Индо́л), the Ciornaia (Çorğun sau Чёрная), Derekoika (Dereköy sau Дерекойка), Karasu-Bashi (Biyuk-Karasu sau Биюк-Карасу) (afluent al râului Salhir), Burulcea (Бурульча) (afluent al râului Salhir), Ucean-Su și Ulu-Uzen'. Cel mai lung râu din Crimeea este Salhir cu 204 km. Belbek are cea mai mare medie a scurgerii de 2.16 m3/s. Alma și Kacia sunt al doilea și respectiv al treilea cel mai lung râu.
Sunt peste cincizeci de lacuri sărate și saline pe peninsulă, cel mai mare dintre acestea fiind Lacul Sasîk (Сасык) de pe coasta de sud-vest; altele sunt Aktas, Koiașskoe, Kiatskoe, Kirleutskoe, Kizil-Yar, Bakalskoe și Donuzlav. Tendința generală este ca fostele lacuri să devină saline. Lacul Sivaș (Sıvaș sau Сива́ш) este un sistem de lagune superficiale interconectate de pe coasta de nord-est, ce acoperă o suprafață de aproximativ 2560 km2. Un număr de baraje au creat rezervoare, printre cele mai mari fiind Simferopolskoe, Alminskoe, Taiganski și Belogorski aflat la sud de Bilohirsk din raionul Bihohirsk. Canalul Crimeii de Nord, care transporta apă din Nipru, este cel mai mare canal de irigare făcut de om din peninsulă.

### Stepa
Șaptezecișicinci de procente din teritoriul Crimeii constă în teritorii semiaride de prerie, o continuare spre sud a stepei ponto-caspice, care se înclină delicat spre nord-vest de la colinele de la poalele Munților Crimeii.
Numeroși gorgani sau tumuli ale sciților antice sunt împrăștiați de-a lungul stepelor crimeene.

### Riviera Crimeii

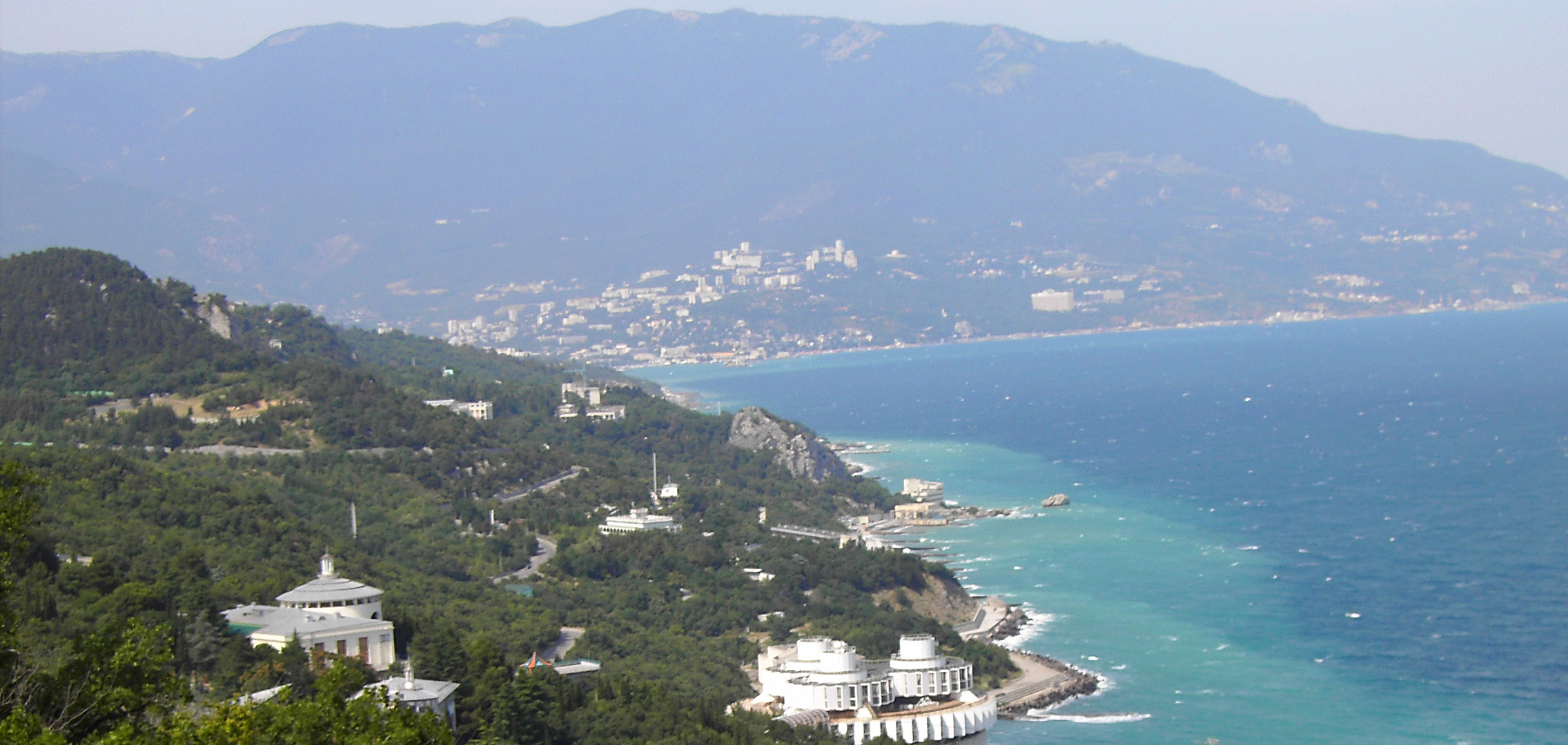
Munții Crimeii pe fundal și Ialta

Teritoriul care se află la sud de lanțul Munților Crimeii are un caracter diferit. Aici, fâșia îngustă a coastei și pantele munților sunt sufocate cu verdeață. Această „riviera” se întinde de-a lungul coastei de sud-est de la capii Fiolente și Aya din sud până la Feodosia. Este împânzită cu stațiuni pentru turiști precum Alupka, Ialta, Hurzuf, Alușta, Sudak și Feodosia. În plus, vii și livezi de fructe se află în regiune. Pescuitul, mineritul și producția de ulei esențial sunt de asemenea importante. Numeroase sate tătare crimeene, moschei, mănăstiri și palate ale familiei imperiale ruse și nobililor se găsesc aici, precum și castele pitorești medievale și grecești antice.
Munții Crimeii și coasta sudică sunt parte a ecoregiunii complexul forestier submediteranean crimeean. Vegetația naturală constă în tufării, regiunii păduroase și păduri, cu un climat și o vegetație asemănătoare bazinului mediteranean.